# Coccygodes subquadratus
Coccygodes subquadratus är en stekelart som först beskrevs av James Waterston 1927.  Coccygodes subquadratus ingår i släktet Coccygodes och familjen brokparasitsteklar. Inga underarter finns listade i Catalogue of Life.